# Zlatan Stipišić Gibonni
Zlatan Stipišić Gibonni (Split, 13. kolovoza 1968.), hrvatski glazbenik, jedan od osnivača i prvi pjevač splitskoga heavy metal sastava Osmi putnik, bivši pjevač bosanskohercegovačkog sastava Divlje jagode, a najpoznatiji po svojoj samostalnoj kantautorskoj karijeri.

## Životopis

### Osmi Putnik, Divlje Jagode, V2
Od 1985. godine Gibonni je bio pjevač u sastavu Osmi putnik, u to vrijeme umjetnički nadimak mu je bio Gibo (čit. Đibo).
Iz Osmoga putnika Stipišić prelazi u bosanskohercegovački heavy metal sastav Divlje jagode, u kojemu ostaje godinu dana.
Od 1989. do 1990. Gibonni živi u Berlinu. 
Tamo svira s grupom V2, s kojom snima album Out to launch (na albumu Out to launch u biti pjeva Ralf Dohanetz).

### Solo karijera
Gibonnijeva glazba (svojevrsna mješavina melodičnoga hard rocka, popa, etna i world glazbe) je svojstvena po jedinstvenoj, melankoličnoj mediteranskoj atmosferi i intimnoj lirici. Njegove pjesme izvodili su brojni hrvatski umjetnici, a u više su prigoda osvajale prestižne glazbene nagrade.
Njegove je glazbene korijene lako pronaći jer je njegov otac, Ljubo Stipišić, vjerojatno najaktivniji arhivar hrvatskih tradicijskih pjesama i cijenjeni etnomuzikolog.

#### Od početka solo karijere doRuže vjetrova
Ubrzo je nakon njegova prvoga albuma nazvana Sa mnom ili bez mene došlo do preokreta koji je promijenio cijelu njegovu buduću karijeru: Gibonni je napisao pjesmu „Cesarica” (Carica) za Olivera Dragojevića. Odmah je postao traženi skladatelj čije su pjesme postajale uspješnicama. Na album Noina arka (1993.) uvrstio je pjesme „Zlatne godine”, koju je napisao u suradnji sa Zrinkom Tutićem za istoimeni film, te „Mi smo prvaci”, koja je proglašena himnom Hrvatskoga olimpijskoga odbora. Na njemu su i uspješnice  „Nek se dijete zove kao ja”, „Dobri judi” i „Tebe nisam bio vrijedan”. Samostalno nastupa s Brunom Kovačićem, a zatim okuplja sastav: Gibonni, Bruno Kovačić, Renato Švorinić, Gordan Dorvak i Josip Andrić. U tom sastavu Gibonnijeva skupina snima dva albuma: Kruna od perja (1994.) i Ruža vjetrova (1997.) Premda u tomu razdoblju Gibonni stvara poznatije pjesme ("Dvije duše", "Ozdravi mi ti", "Život me umorio", "Lipa moja", "Ovo mi je škola", "Tempera", "Ako me nosiš na duši", "Ej vapore", "Nije vrime od nedije za u poje poći"), tek nakon raspada te skupine i sa sljedećim albumima sazrijeva vrijeme za prva službena priznanja u obliku Porina. Time počinje tržišna Gibonnijeva faza koja polučuje velik uspjeh među širim slušateljstvom i kritikom.

#### Judi, zviri i beštimje
Sljedeći Gibonnijev samostalni album Judi, zviri i beštimje (Dallas Records) objavljen je u veljači 1999. i bio je to u tomu trenutku najprodavaniji album u Hrvatskoj i Sloveniji s osvojenih sedam Porina. Na njemu su objavljeni hitovi „Činim pravu stvar”, „Projdi vilo” i „I ja ću budan sanjati”. Godine 1999. i 2000. bio je na turneji po Hrvatskoj, Sloveniji i Bosni i Hercegovini i održao je brojne velike koncerte (npr. u zagrebačkoj dvorani »Vatroslav Lisinski«). Poslije uspjeha s albumom Judi, zviri i beštimje objavljen je DVD, Milenijski koncert, snimljen u Hrvatskom narodnom kazalištu »Ivan pl. Zajc« u Rijeci, gdje su mu se, zahvaljujući novoj ISDN tehnologiji, s lokacija u Zagrebu i Splitu pridružili gosti: Vlatko Stefanovski i Klapa Cambi.
Jedni od Gibonnijevih omiljenih umjetnika, Klapa Cambi, objavili su 2001. album Vrime od nedije na kojemu su u tradicijskom i jedinstvenom hrvatskom folk načinu obrađeni Gibonnijevi hitovi.

#### Mirakul
Gibonnijev album Mirakul, objavljen je 16. listopada 2001. i u nekoliko je dana postao najprodavaniji hrvatski album. Do danas Mirakul je prodan u više od 60 000 primjeraka (u Hrvatskoj i Sloveniji) i najprodavanije je izdanje u posljednje dvije godine. Brojne kritike proglasile su Mirakul najboljim albumom 2001. godine (što se proteglo i na 2002.) s nekoliko pjesama koje već sada zauzimaju značajno mjesto u hrvatskoj popularnoglazbenoj povijesti. Na Mirakulu se nalazi 13 pjesama na kojima sudjeluje nekoliko međunarodno poznatih glazbenika kao što su bubnjar Manu Katche, basisti Pino Palladino i Tony Levin, zvijezda world glazbe Geoffrey Oryema, frontman talijanskog benda »Stadio« Gaetano Curreri i Vlatko Stefanovski.
Album dobiva čak osam porina, a prati ga i velika turneja, a koncert iz zagrebačkoga Doma Sportova ovjekovječen je DVD izdanjem pod nazivom ZG Mirakul live u izdanju Dallas Recordsa

#### Unca fibre
18. svibnja 2006. godine izašao je Gibonnijev album Unca fibre (vodič za brodolomce i anđele čuvare). Za prodaju albuma u Hrvatskoj uručena mu je dijamantna ploča, a platinasta u Bosni i Hercegovini te Sloveniji.  „Vrime da se pomirim sa svitom” pjesma je koja je otvorila album Unca fibre..., na kojemu je Gibonni ostvario suradnju s Goranom Barom te Mayom Azucenom u pjesmi „Anđeo u tebi” za koji je također snimljen spot. To nisu jedini dueti koje je Gibonni ostvario. Pjevao je s Vannom (bivšom članicom skupine E.T.) u pjesmi „Ja ću budan sanjati” te Oliverom Dragojevićem u pjesmi „U ljubav vjere nemam”. Koncertom na splitskim Gripama Gibonni je 20. listopada 2006. godine prvi put izveo skladbu „Zavezanih očiju (evo me doma)” u duetu s Mladenom Badovincem iz TBF-a. Uz već spomenute, na splitskim Gripama pridružile su mu se sestre Husar te su otpjevali pjesmu „Anđeo u tebi”.
Nakon rasprodanih koncerata diljem Hrvatske, Slovenije i okolnih zemalja, Gibonni je najavio kratku ljetnu stanku koju je prekinuo 25. kolovoza 2007. kada je zajedno sa svojim prijateljem i suradnikom Oliverom Dragojevićem napunio Pulsku Arenu. Na zajedničkom koncertu pratila ih je Zagrebačka filharmonija, posebni gost je bila Maya Azucena koja je s Gibonnijem otpjevala „Anđeo u tebi”, „Oprosti”, te s Oliverom obradu pjesme „Crying time”.
U studenomu 2007. izlazi Gibonnijeva biografija Tajna vještina. Knjiga u kojoj se nalazi Gibonnijevi detalji, kako osobne prirode tako i njegove borbe od vremena Osmog putnika pa sve do Unca fibre.

#### Acoustic:Electric
Za prosinac 2007. je najavljen Gibonnijev dvostruki album uživo naziva Acoustic:Electric koji je sniman za vrijeme turneje Unca fibre. Album je u Hrvatskoj prodan u preko 15.000 primjeraka te je nagrađen platinastom pločom.
2008. godine započinje promocija albuma Acoustic:Electric. Sama turneja bila je osmišljena tako da Gibonni nastupa u pet velikih gradova, ali u malim prostorima i kazalištima. Na turneju su ga pratili Damir Urban, Goran Bare, Maya Azucena, Zorana Balov, klapa Iskon te Rashida koja je nastupila u Splitu kao zamjena Maye Azucene.
Tijekom turneje, izlazi i Gibonnijev dokumentarni film Anatomija Acoustic:Electric u režiji Žare Batinovića, koji ujedno snima i glazbene spotove za Gibonnija. Dokumentarac je sniman kamerom mobitela i to od  svakoga sudionika (Maye, Bare, Urbana pa i samoga Gibonnija). Nakon završetka promotivne turneje, koja je završila u Sloveniji, Gibonni je najavio dvogodišnju stvaralačku stanku u kojoj će pisati i skladati pjesme za novi album. 
Promocija albuma Acoustic:Electric nastavila se kroz spotove, nakon „Anđela u tebi”, te „Hodaj” i „Posoljeni zrak” u studenome je izašao i četvrti live spot „Činim pravu stvar”.
U prosincu Gibonni u prodaju pušta reizdanje svoga live albuma pod nazivom Acoustic:Electric special Christmas limited edition koji sadržava još tri dodatne pjesme snimane uživo.

#### Toleranca
Pred kraj 2009. godine, 4. prosinca, izdaje novi singl „Žeđam” koji najavljuje Gibonnijev osmi po redu studijski album Toleranca. Pjesma „Žeđam” zaživjela je u spotu, temeljenu a animiranu filmu Gulivea, redatelja Zdenka Bašića i animatora Daniela Šumberca. Gibonni 2009. završava novogodišnjim koncertom u Skopju.
4. ožujka 2010. izdaje novi album Toleranca, koji u samo osam dana dostiže platinastu nakladu od preko 15 000 prodanih primjeraka, a nakon devet mjeseci dostiže i dijamantnu nakladu od preko 30 000 prodanih primjeraka, a time je i najprodavaniji album 2010. godine.
Za Tolerancu Gibonni osvaja čak 5 Porina, čime učvršćuje prvo mjesto po osvojenim nagradama.
Album prati i velika turneja koja je počela u Bjelovaru, a završila u Pulskoj areni, a koja je obišla sve veće hrvatske gradove, te napunila sve veće dvorane, među kojima zagrebačku »Cibonu« (dvaput), te splitsku Spaladium Arenu. 
U lipnju 2011. Ivo Scepanovic (Croatian Times) za članak u L.A. Times-u izabire Gibonnijevu pjesmu „Čemu se nadaš srce moje” kao predstavnicu iz Hrvatske za popis pjesama koje zaslužuju pozornost u SAD-u.

#### Familija
8. travnja 2016. izdaje novi studijski album Familija, na kojemu pjesme izvodi zajedno s Oliverom Dragojevićem.

### Dobrotvorni rad
2000. godine održava veliki koncert na zagrebačkom stadionu Maksimir, koji je posjetilo preko 32 000 ljudi. 
Osniva fond za talentiranu djecu bez roditelja, objavljuje knjigu pjesama na Brailleovom pismu pod nazivom Dvije duše čiji je prihod od prodaje bio namijenjen slijepim ljudima iz mjesne zajednice, a također je sudjelovao na brojnim dobrotvornim aukcijama. 
2003.godine Zlatan Stipišić postaje UNICEF-ov veleposlanik dobre volje.
U veljači 2010., kao UNICEF-ov veleposlanik dobre volje snima spot za pomoć djeci na Haitiju, te sudjeluje u velikom humanitarnom koncertu u splitskoj Spladium Areni sa skladbama „Činim pravu stvar” i „Žeđam”.

### Osobni život
Oženjen je suprugom Sanjom, s kojom ima troje djece.

## Diskografija

### Studijski albumi
- 1991. - Sa mnom ili bez mene
- 1993. - Noina arka
- 1994. - Kruna od perja
- 1996. - Ruža vjetrova
- 1999. - Judi, zviri i beštimje
- 2001. - Mirakul
- 2006. - Unca fibre (vodič za brodolomce i anđele čuvare)
- 2010. - Toleranca
- 2012. - 20th Century Man
- 2016. - Familija
- 2021. - U po' ure

### Singlovi
- 1993. - Zlatne godine / Zlatne godine (unplugged)
- 1993. - Nek' se dijete zove kao ja / Noina arka
- 2005. - Sebi dovoljna
- 2006. - Vrime da se pomirim sa svitom
- 2013. - 20th Century Man

### EP
- 2013. - Slavim ove dane što si tu (Live) / Ain't bad enough for R'n'R

### Kompilacije
- 1999. - 24 karata ! 18 velikih (1991-1998)
- 2004. - Kolekcija
- 2005. - The Best Of Gibonni
- 2006. - The Platinum Collection
- 2009. - Gibonni, Dino Dvornik - The best Of
- 2009. - Zlatne Godine - Live Collection & 2 Velika Hita
- 2010. - Najljepše Ljubavne Pjesme
- 2013. - 20th Century Man & Live
- 2015. - The Best Of Collection

### Koncertni albumi
- 1996. - Koncert
- 2007. - Live Acoustic: Electric
- 2013. - Live

### DVD
- 2008. - ZG Mirakul Live

## Nagrade

### Porin
S 43 osvojenih Porina, Gibonni je najnagrađivaniji hrvatski izvođač, a slijede ga Oliver Dragojević te grupa Parni valjak.
| Godina         | Kategorija                   | Za |
| 1994.          | Hit godine                   | Pjesmu "Cesarica" |
| 1994.          | Pjesma godine                | Pjesmu "Cesarica" |
| Ukupno:        | 2                            | |
| 1997.          | Pjesma godine                | Pjesmu "Ako me nosiš na duši" |
| Ukupno:        | 1                            | |
| 2000.          | Hit godine                   | Pjesmu "Činim pravu stvar" |
| 2000.          | Album godine                 | Album "Judi, zviri i beštimje" |
| 2000.          | Pjesma godine                | Pjesmu "Činim pravu stvar" |
| 2000.          | Najbolji pop album           | Album "Judi, zviri i beštimje" |
| 2000.          | Najbolji aranžman            | Pjesmu "Divji cvit" (aranžer: Nikša Bratoš) |
| 2000.          | Najbolja produkcija          | Album "Judi, zviri i beštimje" (producent: Nikša Bratoš) |
| 2000.          | Najbolja snimka              | Album "Judi, zviri i beštimje" (snimatelj: Nikša Bratoš) |
| Ukupno:        | 7                            | |
| 2001.          | Najbolji aranžman            | Pjesmu "Posoljeni zrak i razlivena tinta" (aranžer: Nikša Bratoš) |
| 2001.          | Najbolja produkcija          | Millenium koncert (producent: Nikša Bratoš) |
| Ukupno:        | 2                            | |
| 2002.          | Album godine                 | Album "Mirakul" |
| 2002.          | Pjesma godine                | Pjesmu "Oprosti" |
| 2002.          | Najbolji pop album           | Album "Mirakul" |
| 2002.          | Najbolja vokalna suradnja    | Pjesmu "Libar" (s grupom Putokazi) |
| 2002.          | Najbolji aranžman            | Album "Mirakul" (s Nikšom Bratoš) |
| 2002.          | Najbolja produkcija          | Album "Mirakul" (producent: Nikša Bratoš) |
| 2002.          | Najbolja snimka              | Album "Mirakul" (snimatelji: Nikša Bratoš, Janez Križaj, Dado Omerza) |
| 2002.          | Najbolji video broj          | Spot "Oprosti" (redatelj: Zoran Pezo) |
| Ukupno:        | 8                            | |
| 2003.          | Najbolji video broj          | Spot "Libar" (s grupom "Putokazi", redatelj: Maurizio Ferlin) |
| Ukupno:        | 1                            | |
| 2005.          | Najbolji video program       | DVD izdanje "Zg Mirakul Live" (redatelj: Dalibor Sokolić) |
| Ukupno:        | 1                            | |
| 2007.          | Album godine                 | Album "Unca fibre (vodič za brodolomce i anđele čuvare)" |
| 2007.          | Pjesma godine                | Pjesmu "Anđeo u tebi" |
| 2007.          | Najbolji pop album           | Album "Unca fibre (vodič za brodolomce i anđele čuvare)" |
| 2007.          | Najbolja vokalna suradnja    | Pjesmu "Anđeo u tebi" (s Goranom Baretom i Mayom Azucenom) |
| 2007.          | Najbolji aranžman            | Pjesmu "Anđeo u tebi" (s Nikšom Bratoš) |
| 2007.          | Najbolja produkcija          | Album "Unca fibre (vodič za brodolomce i anđele čuvare)" (producent: Nikša Bratoš) |
| 2007.          | Najbolja snimka              | Album "Unca fibre (vodič za brodolomce i anđele čuvare)" (snimatelji: Janez Križaj, Muc Softić, Nikša Bratoš, Goran Martinac, Siniša Radić, Boris Fischer, Ivica Čović, Marijan Brkić, Pete Miser, Berko Muratović) |
| 2007.          | Najbolje likovno oblikovanje | Album "Unca fibre (vodič za brodolomce i anđele čuvare)" (autor: Vanja Cuculić) |
| Ukupno:        | 8                            | |
| 2009.          | Najbolja produkcija          | Album "Acoustic:Electric" (producent: Marijan Brkić - Brk) |
| 2009.          | Najbolja snimka              | Album "Acoustic:Electric" (snimatelj: Nenad Zubak) |
| Ukupno:        | 2                            | |
| 2011.          | Album godine                 | Album "Toleranca" |
| 2011.          | Najbolji aranžman            | Pjesmu "Žeđam" (aranžer: Nikša Bratoš) |
| 2011.          | Najbolja produkcija          | Album "Toleranca" (producenti: Nikša Bratoš, Gibonni, Dejan Orešković, Marijan Brkić, Ante Gelo, Miro Vidović) |
| 2011.          | Najbolja snimka              | Pjesmu "Žeđam" (snimatelj: Nikša Bratoš) |
| 2011.          | Najbolji video broj          | Spot "Žeđam" (redatelji: Zdenko Bašić, Manuel Šumberac) |
| Ukupno:        | 5                            | |
| 2017.          | Album godine                 | Album "Familija" (producenti: Nikša Bratoš, Elvis Stanić) |
| 2017.          | Najbolji pop album           | Album "Familija" |
| 2017.          | Najbolja vokalna suradnja    | Pjesmu "Sreća" (s Oliver Dragojević) |
| Ukupno:        | 3                            | |
| 2022.          | Najbolji aranžman            | Pjesma "Lažu fotografije" (aranžeri: Nikša Bratoš, Zlatan Stipišić Gibonni) |
| 2022.          | Najbolja snimka albuma       | Album "U po' ure (extended edition)" (ton majstori: Nikša Bratoš i Domagoj Petrišić) |
| 2022.          | Najbolji video broj          | Pjesma "Lažu fotografije" (redatelj: Filip Filković Philatz) |
| Ukupno:        | 3                            | |
| Ukupno Porina: | 43                           | |

### Crni mačak
- Godine 2000. nominiran za nagradu Crni mačak za najbolji rock vokal i u još tri kategorije.[8]

### Zlatni studio
- 2022. – Najbolji pjevač godine
- 2024. – Najbolji koncert u Areni Zagreb

## Zanimljivosti
Dalji je rođak hrvatsko-američke filmske producentice Brende Brkušić.